# Молета (Тренто)
Молета је насеље у Италији у округу Тренто, региону Трентино-Јужни Тирол.
Према процени из 2011. у насељу је живело 98 становника. Насеље се налази на надморској висини од 92 м.